# Wilhelm Geilmann

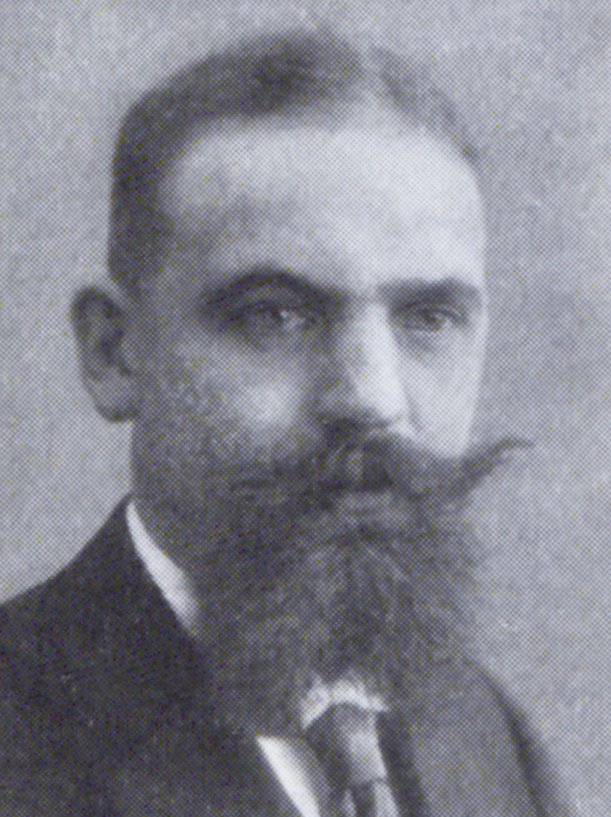
Wilhelm Geilmann, um 1931

Wilhelm Ludwig August Geilmann (* 16. Mai 1891 in Unterrieden; † 24. Mai 1967 in Mainz) war ein deutscher Chemiker, der sich mit Analytischer Chemie befasste und Hochschullehrer an der Johannes Gutenberg-Universität Mainz war.

## Leben und Werk
Geilmann studierte ab 1911 Chemie an der Universität Göttingen und wurde dort 1914 bei Carl Mannich über den Nachweis von Methylalkohol promoviert. Nach Wehrdienst im Ersten Weltkrieg war er Assistent am Agrikulturchemischen Institut der Universität Göttingen. Ab 1923 war er bei Wilhelm Biltz an der TU Hannover, habilitierte sich dort 1924 und erhielt 1928 einen Lehrauftrag für Mineralanalyse und Bodenkunde, später für spezielle analytische und anorganische Chemie. 1929 wurde er außerordentlicher Professor und 1939 außerplanmäßiger Professor. 1944 übernahm er die neu geschaffene Abteilung für spezielle analytische Chemie. 1950 wurde er außerordentlicher Professor für analytische Chemie an der Universität Mainz.
Anfangs befasste er sich mit landwirtschaftlicher Chemie und Bodenanalysen (unter anderem Stickstoff-Mikroanalyse und Einfluss von verschiedenen Stoffen auf das Wachstum von Pflanzen). Er stellte chemische Untersuchungen archäologischer Funde an (so von Waffen aus der Bronzezeit, metallischen Spiegeln aus der Römerzeit und mittelalterlichen Wandmalereien) sowie Methoden von deren Konservierung, befasste sich mit der Chemie des Rheniums (die er in einer Reihe von Veröffentlichungen gründlich erforschte) und mikrochemischen Analysen (u. a. Maßanalyse, Flammenanalyse). Weiter befasste er sich mit Selen-Erzvorkommen, Aufnahme von Germanium in Pflanzen, Glasanalyse. Nach der Würdigung von Bode und Strassmann zum 60. Geburtstag war er ein führender Analytiker in Deutschland, der sowohl moderne wie alte Untersuchungsmethoden beherrschte (und einer der letzten Meister der Analyse auf trockenem Weg war).
Am 25. Juni 1937 beantragte er die Aufnahme in die NSDAP und wurde rückwirkend zum 1. Mai desselben Jahres aufgenommen (Mitgliedsnummer 4.494.879). Ferner war er Mitglied des Nationalsozialistischen Deutschen Dozentenbundes (NSDDB).
1942 wurde er Mitglied der Leopoldina. 1962 erhielt er als Erster den Fresenius-Preis.

## Schriften
- Bilder zur qualitativen Mikroanalyse anorganischer Stoffe. Verlag Chemie, 3. Auflage 1960 (zuerst Leipzig: Voss 1934).
- Chemie und Vorgeschichtsforschung. In: Die Naturwissenschaften, Bd. 37 (1950), S. 97–102.